# 靖科元
靖科元（？—1645年），字两愚，號若谷，湖广黄州府黄冈县人。明朝政治人物。

## 生平
萬曆四十三年（1615年）乙卯科湖广鄉試舉人，天啓二年（1622年）壬戌科進士。授邯鄲知縣，興水利，鋤姦弭盜，民懷其惠。五年降补河南按察司知事，六年升真阳知县，崇祯元年改任河南宜阳知县，二年擢刑部河南司主事，進工部屯田司郎中，四年以签京商事忤時相周延儒罷歸，御史衛景瑗疏救不得。时流寇摇荡，荆楚江以北皆蹂躏，计非立寨清野，练乡勇无以御，遂于小崎山结寨，以保聚乡族。1645年，靖科元所在的小崎山被土寇攻破，靖科元及其长子靖乃心、次子靖乃试均殉难身亡。著有《若谷遗文》。

## 家族
祖靖潮，父靖国洪，以子科元贵赠文林郎，累赠中宪大夫。
次子靖乃献，官丰润知县。女靖氏，举人魏师田妻，师田殁于京邸，靖氏依父科元，避寇小崎山，科元阖家死难，靖氏藏石窟得免，抚幼子成立，守节四十余年卒。